# Detelova ulica, Novo mesto
Detelova ulica je ena od ulic v Novem mestu. Od leta 1930 se imenuje po profesorju in pisatelju dr. Franu Deteli. Med letoma 1892 in 1930 se je ulica imenovala Za šolami. Ulica poteka za nekdanjim gimnazijskim poslopjem med Jenkovo in Dilančevo ulico ter obsega le štiri hišne številke.